# روایت یک گناه
روایت یک گناه (ایتالیایی: La storia di un peccato) یک فیلم درام صامت ایتالیایی به کارگردانی کارمینه گالونه است که در سال ۱۹۱۸ منتشر شد.

## بازیگران
- سوآوا گالونه
- چیرو گالوانی
- گوئیدو ترنتو